# Кетелеерия Форчуна
Кетелеерия Форчуна (лат. Keteleeria fortunei) — вид хвойных вечнозелёных деревьев семейства Сосновые (Pinaceae).
В природе ареал вида охватывает северные районы Вьетнама и южные районы Китая (провинции Фуцзянь, Гуандун, Гуйчжоу, Хунань, Цзянси, Юньнань и Чжэцзян и Гуанси-Чжуанский автономный район).

## Описание
Деревья высотой 25—30 (до 40) м и диаметром ствола до 2 м. Молодые побеги желтоватые, опушённые или голые.
Шишки продолговато-цилиндрические, длиной 6—15 (до 20) см. Семенные чешуи кверху суживающиеся, коротко опушённые, сперва
зеленоватые, потом коричневые.
Семена с крылом длиной 3,5 см.